# Anglavika
Anglavika är en tätort i Øygardens kommun i Vestland fylke i västra Norge. Orten ligger vid änden av fylkesväg 5240 på den norra delen av ön Litlesotra.
Tidigare har orten tillhört dåvarande Fjells kommun i Hordaland fylke.